# سید ابوالفضل تولیت
سید ابوالفضل مصباح‌التولیه (۱۲۷۳ قم - ۵ مرداد ۱۳۵۸ قم) که نام خانوادگی تولیت برگزید، تولیت حرم فاطمه معصومه در قم، بنیانگذار کتابخانه آستانه مقدس حضرت فاطمه معصومه و نماینده قم در مجلس شورای ملی بود.
پدرش حاج سید محمدباقر متولی‌باشی سال‌ها تولیت حرم فاطمه معصومه را در قم به عهده داشت. او نیز پدرش را معاونت و در زمان پدر نائب التولیه حرم مطهر حضرت فاطمه معصومه س می‌کرد. در سال ۱۳۱۶ به نمایندگی قم در مجلس شورای ملی برگزیده شد (دوره یازدهم) و تا دوره هفدهم کرسی نمایندگی را حفظ کرد. او از سال ۱۳۱۹ (بعد از مرگ پدر) تا سال ۱۳۴۴ متولی اداره امور آستانه مقدسه حضرت معصومه س بود. تولیت یکبار در آذرماه ۱۳۳۱ توسط دکتر محمود شروین رئیس اداره کل اوقاف در دولت دکتر محمد مصدق به مدت کوتاهی از این سمت خلع شد اما بعد از کناره‌گیری دکتر شروین و ریاست دکتر نصرت‌الله مشکوتی مجدداً به مقام خود بازگشت. و تا سال ۱۳۴۴ به صورت رسمی این منصب را به صورت موروثی از اجداد خود داشت. تا اینکه در سال ۱۳۴۴ توسط دربار از این سمت خلع شد.
تولیت از مالکان بزرگ قم بود و با اصلاحات ارضی به مخالفت برخاست و روحانیان قم را به مخالفت با اصلاحات ارضی دعوت نمود. وقتی در ۴ بهمن ۱۳۴۱ شاه به قم سفر کرد تولیت حاضر به استقبال از محمد رضا پهلوی نشد و چند روز بعد از آن بازداشت و به مدت ۶ ماه زندانی شد. اسدالله علم وزیر دربار محمد رضا پهلوی در خاطراتش از وساطت برای آزادی تولیت نوشته که شاه نپذیرفت.
به نوشته اکبر هاشمی رفسنجانی در خاطرات و یادداشت‌های شخصی‌اش، تولیت مراودات فراوانی با انقلابیون انقلاب ۱۳۵۷ داشت و ثروت او یکی از مهم‌ترین منابع تأمین مالی مبارزان در دوران مبارزه علیه محمدرضا شاه پهلوی بود.
وی بخش بزرگی از ثروتش را به نام همسرش طاهره در قالب بنیاد طاهر وقف امور خیریه کرد. از جمله فعالیت‌های این بنیاد حمایت مالی دایرةالمعارف تشیع در سالهای نخستین فعالیت آن (تا سال ۱۳۶۶) بود.
سید ابوالفضل تولیت در یکی از حجره‌های مسجد قدس شهرک امام خمینی قم (شهرک بنیاد) به خاک سپرده شده‌است. وی فرزندی از هیچ‌کدام از همسرانش نداشت و تمام اموالش را وقف شرکتی خیریه با نام همسر محبوبش «طاهره» کرد که بعدها این شرکت به دانشگاه امام صادق ع اختصاص یافت.